# Canton de Romorantin-Lanthenay-Nord
Le canton de Romorantin-Lanthenay-Nord était une division administrative française située dans le département de Loir-et-Cher et la région Centre.

## Géographie
Ce canton était organisé autour de Romorantin-Lanthenay dans l'arrondissement de Romorantin-Lanthenay. Son altitude variait de 82 m (Vernou-en-Sologne) à 127 m (Millançay) pour une altitude moyenne de 100 m.

## Histoire
Le canton de Romorantin-Lanthenay-Nord a été créé par le décret du 24 décembre 1984 scindant en deux le canton de Romorantin-Lanthenay.
Il est supprimé lors du redécoupage cantonal de 2014 par le décret du 21 février 2014.

## Représentation
| Période | Période | Identité        | Étiquette | Qualité |
| ------- | ------- | --------------- | --------- | --- |
| 1985    | 1992    | Pierre Torset   | UDF-CDS   | Commerçant Conseiller municipal, puis 1er adjoint au Maire de Romorantin-Lanthenay (1977-1985)                                                            |
| 1992    | 2011    | Jeanny Lorgeoux | PS        | Maire de Romorantin-Lanthenay depuis 1985 Député (1988-1993) Président de la Communauté de Communes du Romorantinais de du Monestois Sénateur (2011-2017) |
| 2011    | 2015    | Tania André     | PS        | Directrice de cabinet du Sénateur Jeanny Lorgeoux |

## Composition
Le canton de Romorantin-Lanthenay-Nord se composait d’une fraction de la commune de Romorantin-Lanthenay et de quatre autres communes. Il comptait 12 408 habitants (population municipale) au 1er janvier 2012.
| Nom                              | Code Insee | Intercommunalité                    | Population (dernière pop. légale)               |
| -------------------------------- | ---------- | ----------------------------------- | ----------------------------------------------- |
| Romorantin-Lanthenay (chef-lieu) | 41194      | CC du Romorantinais et du Monestois | Fraction : 10 379(2012) Commune : 17 459 (2014) |
| Courmemin                        | 41068      | CC du Romorantinais et du Monestois | 524 (2014)                                      |
| Millançay                        | 41140      | CC de la Sologne des Étangs         | 761 (2014)                                      |
| Veilleins                        | 41268      | CC de la Sologne des Étangs         | 157 (2014)                                      |
| Vernou-en-Sologne                | 41271      | CC de la Sologne des Étangs         | 613 (2014)                                      |

## Démographie

### Évolution démographique
| 1990   | 1999   | 2006   | 2011   | 2012   |
| ------ | ------ | ------ | ------ | ------ |
| 11 696 | 12 469 | 12 485 | 12 325 | 12 408 |

### Âge de la population
La pyramide des âges, à savoir la répartition par sexe et âge de la population, du canton de Romorantin-Lanthenay-Nord en 2009 ainsi que, comparativement, celle du département de Loir-et-Cher la même année sont représentées avec les graphiques ci-dessous.
La population du canton comporte 50,3 % d'hommes et 49,7 % de femmes. Elle présente en 2009 une structure par grands groupes d'âge légèrement plus âgée que celle de la France métropolitaine. 
Il existe en effet 79 jeunes de moins de 20 ans pour cent personnes de plus de 60 ans, alors que pour la France l'indice de jeunesse, qui est égal à la division de la part des moins de 20 ans par la part des plus de 60 ans, est de 1,06. L'indice de jeunesse du canton est également inférieur à celui  du département (0,83) et à celui de la région (0,95).
| Hommes | Classe d’âge | Femmes |
| ------ | ------------ | ------ |
| 0,1    | 90 ans ou +  | 0,9    |
| 8,7    | 75 à 89 ans  | 11,0   |
| 18,9   | 60 à 74 ans  | 17,1   |
| 20,6   | 45 à 59 ans  | 20,2   |
| 20,1   | 30 à 44 ans  | 20,3   |
| 13,2   | 15 à 29 ans  | 13,8   |
| 18,4   | 0 à 14 ans   | 16,7   |

| Hommes | Classe d’âge | Femmes |
| ------ | ------------ | ------ |
| 0,5    | 90 ans ou +  | 1,5    |
| 8,8    | 75 à 89 ans  | 12,1   |
| 15,4   | 60 à 74 ans  | 16,1   |
| 21,2   | 45 à 59 ans  | 20,5   |
| 19,6   | 30 à 44 ans  | 18,7   |
| 15,9   | 15 à 29 ans  | 14,3   |
| 18,6   | 0 à 14 ans   | 16,8   |